# Maryna Lobač
Maryna Vikenc'eŭna Lobač (in bielorusso Марына Вікенцьеўна Лобач?, in russo Марина Викентьевна Лобач?, Marina Vikent'evna Lobač; Smaljavičy, 26 giugno 1970) è un'ex ginnasta sovietica medaglia d'oro nel concorso individuale alle  Olimpiadi di Seul 1988, vinta ottenendo il massimo punteggio sia in finale sia nella fase preliminare.
Dopo il ritiro dall'attività agonistica, avvenuto nel 1989, ha intrapreso la carriera di allenatrice.

## Palmarès
- Giochi olimpici

Seul 1988: oro nel concorso individuale.
- Campionati mondiali di ginnastica ritmica

Valladolid 1985: argento nella fune.
Varna 1987: oro nel cerchio, bronzo nella fune e nelle clavette.
- Campionati europei di ginnastica ritmica

Firenze 1986: bronzo nella fune.
Helsinki 1988: oro nella fune e nel nastro, bronzo nelle clavette.